# Emdenimyia banksi
Emdenimyia banksi är en tvåvingeart som beskrevs av Carroll William Dodge 1966. Emdenimyia banksi ingår i släktet Emdenimyia och familjen köttflugor.
Artens utbredningsområde är Panama. Inga underarter finns listade i Catalogue of Life.